# Degrassi: Next Class (3.ª temporada)
A terceira temporada de Degrassi: Next Class estreou em 9 de janeiro de 2017 no Family Channel do bloco teen F2N no Canadá e começou a transmitir internacionalmente em 6 de janeiro de 2017 na Netflix. Esta temporada segue um grupo de juniores e seniores do ensino médio da Degrassi Community School, uma escola fictícia em Toronto, Ontário, e descreve algumas das questões e desafios típicos comuns à vida de um adolescente. Esta temporada vai de meses após o final da segunda temporada e começar um novo ano escolar. Ele contará as histórias de uma nova geração navegando no drama do ensino médio com histórias inovadoras como sexo, aborto, depressão, doença mental, famílias disfuncionais, sexualidade, homofobia, hormônios, religião, protestos, deficiências, doenças fatais e tentativas de suicídio. Ele também continuou a direcionar a nova coorte de adolescentes pós-milenar conhecida
como Geração Z.

## Elenco

### Regulars da série
A terceira temporada tem vinte e um atores recebendo faturamento de estrelas, com dezenove deles retornando da temporada anterior. Aqueles em negrito são novos para o elenco nesta temporada.
- Amanda Arcuri como Lola Pacini (9 episódios)
- Amir Bageria como Baaz Nahir (6 episódios)
- Soma Bhatia como Goldi Nahir (7 episódios)
- Jamie Bloch como Yael Baron (7 episódios)
- Stefan Brogren como Archie "Snake" Simpson (2 episódios)
- Chelsea Clark como Esme Song (7 episódios)
- Reiya Downs como Shaylynn "Shay" Powers (7 episódios)
- Ana Golja como Zoe Rivas (8 episódios)
- Nikki Gould como Grace Cardinal (10 episódios)
- Ricardo Hoyos como Zigmund "Zig" Novak (7 episódios)
- Ehren Kassam como Jonah Haak (10 episódios)
- Andre Kim como Winston "Chewy" Chu (6 episódios)
- Lyle Lettau como Tristan Milligan (7 episódios)
- Spencer MacPherson como Hunter Hollingsworth (6 episódios)
- Eric Osborne como Miles Hollingsworth III (9 episódios)
- Parham Rownaghi as Saad Al'Maliki (6 episódios)
- Dante Scott como Vijay Maraj (5 episódios)
- Olivia Scriven como Maya Matlin (8 episódios)
- Sara Waisglass como Francesca "Frankie" Hollingsworth (9 episódios)
- Richard Walters como Deon "Tiny" Bell (7 episódios)
- Dalia Yegavian como Rasha Zuabi (8 episódios)

### Suporte ao elenco

#### Ex-alunos
- Chloe Rose como Katie Matlin (2 episódios)

#### Pais
- America Olivo como Consuela Rivas
- Kate Hewlett como Margaret Matlin
- Nahanni Johnstone como a Sra. Milligan
- Cheri Maracle como a Sra. Cardinal

#### Faculdade
- Aisha Alfa como Ms. Grell
- Michael Brown como o Sr. Mitchell
- Asley Comeau como a Sra. Badger
- Michael Kinney como o Sr. Darryl Armstrong
- Tom Melissis como o Sr. Dom Perino

## Produção
Esta temporada, juntamente com a 4ª temporada, foi renovada em abril de 2016. A produção na temporada começou oficialmente um mês antes, quando foram lançados os pedidos de duas novas temporadas. As filmagens começaram em maio de 2016 e terminaram em agosto do mesmo ano. Estreiou em 6 de janeiro de 2017 na Netflix internacionalmente e em 9 de janeiro de 2017 no bloco teen "F2N" do Family Channel. No F2N, a série estreiou por duas semanas e usará o formato de telenovela. A temporada estreou à meia-noite de 6 de janeiro de 2017, no Family Channel App.

## Episódios
| N.º na série | N.º na temp. | Título                 | Dirigido por    | Escrito por          | Lançamento            | Cód. de produção |
| ------------ | ------------ | ---------------------- | --------------- | -------------------- | --------------------- | ---------------- |
| 21           | 1            | "#BreakTheInternet"    | Stefan Brogren  | Matt Huether         | 9 de janeiro de 2017  | 301              |
| 22           | 2            | "#IWokeUpLikeThis"     | Stefan Brogren  | Matt Huether         | 10 de janeiro de 2017 | 302              |
| 23           | 3            | "#WorstGiftEver"       | Stefan Brogren  | Alejandro Alcoba     | 11 de janeiro de 2017 | 303              |
| 24           | 4            | "#PicsOrItDidntHappen" | Stefan Brogren  | Alejandro Alcoba     | 12 de janeiro de 2017 | 304              |
| 25           | 5            | "#HugeIfTrue"          | Phil Earnshaw   | Courtney Jane Walker | 13 de janeiro de 2017 | 305              |
| 26           | 6            | "#ThatFeelingWhen"     | Phil Earnshaw   | Jennifer Kassabian   | 16 de janeiro de 2017 | 306              |
| 27           | 7            | "#Unsubscribe"         | Phil Earnshaw   | Ian MacIntyre        | 17 de janeiro de 2017 | 307              |
| 28           | 8            | "#IRegretNothing"      | Phil Earnshaw   | Sarah Glinski        | 18 de janeiro de 2017 | 308              |
| 29           | 9            | "#Woke"                | Stefran Brogren | Sarah Glinski        | 19 de janeiro de 2017 | 309              |
| 30           | 10           | "#ImSleep"             | Stefan Brogren  | Matt Huether         | 20 de janeiro de 2017 | 310              |